# Élections en Roumanie

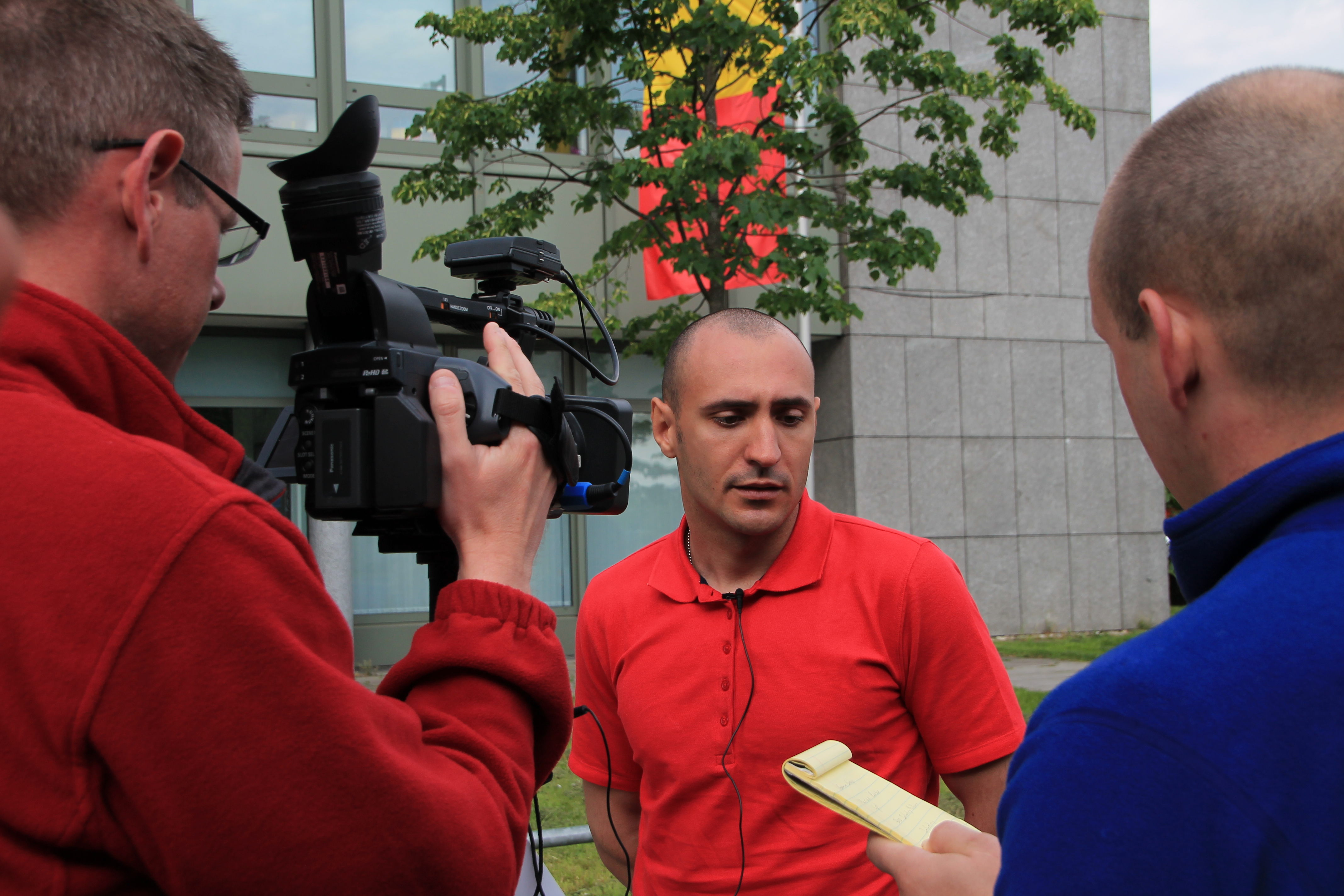
Soldat roumain qui vote.

Des élections en Roumanie permettent de désigner, au niveau national, le chef de l'État (le président) et les membres de son Parlement, constitué de deux assemblées délibérantes : la Chambre des députés et le Sénat.
Le président est élu pour une durée de cinq ans au suffrage direct.
Le Parlement de Roumanie (Parlamentul României) est bicaméral. La Chambre des députés (Camera Deputatilor) est composée de 346 membres et le Sénat (Senatul) de 143, élus pour un mandat de quatre ans selon un système électoral mixte combinant scrutin uninominal majoritaire à un tour et scrutin proportionnel plurinominal.
La Roumanie a un système multipartite, avec de nombreux partis qui doivent travailler les uns avec les autres pour former des gouvernements de coalition.

## Élections présidentielles
Le 24 novembre 2024, le premier tour de l'élection présidentielle en Roumanie a profondément modifié les dynamiques politiques. Parmi les 14 candidats, Călin Georgescu, un candidat  d'extrême droite et pro-russe peu connu du grand public et fervent admirateur de Vladimir Poutine, a surpris en se classant premier avec 22,94 % des voix. Il a également exprimé des critiques à l'égard de l'OTAN et de l'Union européenne.

## Élections européennes
En 2007, pour la première fois, les Roumains ont élu leurs représentants au Parlement européen.
| Année | PD et PLD PDL | PD et PLD PDL | PSD | PNL | UDMR | PRM | PC | UNPR | PMP | USR-PLUS USR | PRO | AUR | S.O.S. | Ind. |
| ----- | ------------- | ------------- | --- | --- | ---- | --- | -- | ---- | --- | ------------ | --- | --- | ------ | ---- |
| 2007  | 13            | 3             | 10  | 6   | 2    | NC  | NC | NC   | NC  | NC           | NC  | NC  | NC     | 1    |
| 2009  | 10            | 10            | 11  | 5   | 3    | 3   | NC | NC   | NC  | NC           | NC  | NC  | NC     | 1    |
| 2014  | 5             | 5             | 12  | 6   | 2    | NC  | 2  | 2    | 2   | NC           | NC  | NC  | NC     | 1    |
| 2019  | NC            | NC            | 9   | 10  | 2    | NC  | NC | NC   | 2   | 8            | 2   | NC  | NC     | NC   |
| 2024  | NC            | NC            | 11  | 8   | 2    | NC  | NC | NC   | 1   | 2            | NC  | 6   | 2      | 1    |